# The Green Team: Teen Trillionaires
The Green Team: Teen Trillionaires — серия комиксов, которую в 2013—2014 годах издавала компания DC Comics.

## Синопсис
Серия повествует о заглавной команде — группе богатых подростков.

### Выпуски
| № | Название            | Дата выхода     | Кол-во страниц | Оценка на Comic Book Roundup    | Предполагаемый объём продаж (первый месяц) |
| - | ------------------- | --------------- | -------------- | ------------------------------- | ------------------------------------------ |
| 1 | Riot Act            | 22 мая 2013     | 32             | 7,5 из 10 на основе 19 рецензий | 27 775, позиция в Северной Америке — 77    |
| 2 | Arm’s Length        | 26 июня 2013    | 32             | 6,3 из 10 на основе 6 рецензий  | 14 328, позиция в Северной Америке — 147   |
| 3 | For the Right Price | 24 июля 2013    | 32             | 5,6 из 10 на основе 5 рецензий  | 11 220, позиция в Северной Америке — 198   |
| 4 | Offspring           | 28 августа 2013 | 32             | 5 из 10 на основе 1 рецензии    | 8 493, позиция в Северной Америке — 206    |
| 5 | Meteor or Bust      | 23 октября 2013 | 32             | 6 из 10 на основе 2 рецензий    | 6 318, позиция в Северной Америке — 305    |
| 6 | Creation Crash      | 27 ноября 2013  | 32             | 6 из 10 на основе 1 рецензии    | 5 286, позиция в Северной Америке — 293    |
| 7 | Chain Reaction      | 31 декабря 2013 | 32             | 8 из 10 на основе 1 рецензии    | 4 753, позиция в Северной Америке — 317    |
| 8 | Come Together       | 29 января 2014  | 32             | 7,7 из 10 на основе 3 рецензий  | 4 313, позиция в Северной Америке — 317    |

### Сборники
| Название                                             | Тип            | Дата выхода    | Собранный материал                      | Кол-во страниц | ISBN           |
| ---------------------------------------------------- | -------------- | -------------- | --------------------------------------- | -------------- | -------------- |
| The Green Team: Teen Trillionaires — Money and Power | Мягкая обложка | 16 апреля 2014 | The Green Team: Teen Trillionaires #1-8 | 192            | 978-1401246419 |

## Отзывы
На сайте Comic Book Roundup серия имеет оценку 6,5 из 10 на основе 38 рецензий. Мелисса Грей из IGN дала первому выпуску 7,9 балла из 10 и написала, что «в целом, это хорошее начало для серии». Джеймс Хант из Comic Book Resources отмечал, что комикс «представляет богатых детей, которых вы полюбите ненавидеть». Ванесса Габриэль из Newsarama поставила дебюту оценку 8 из 10 и похвалила художников. Джен Апрахамян из Comic Vine вручила первому выпуску 5 звёзд из 5 и посчитала, что «подростки-триллионеры не безупречны, но они симпатичны, и трудно ненавидеть команду целеустремлённых детей, которые хотят инвестировать в инновации».